# Big in Japan (Martin Solveig e Dragonette)
Big in Japan è un singolo del DJ francese Martin Solveig e del gruppo musicale canadese Dragonette, in collaborazione con il girl group giapponese Idoling!!!, estratto come terzo singolo dall'album Smash, entrato nelle stazioni radiofoniche il 24 ottobre 2011 e pubblicato esattamente un mese dopo.
Il video è stato diffuso il 18 ottobre 2011

## Tracce
Download digitale
1. Big in Japan (feat. Idoling!!!) – 3:06

EP digitale (UK)
1. Big in Japan (Radio Edit) – 2:46
2. Big in Japan (Single Version) – 3:06
3. Big in Japan (Club Edit) – 4:50
4. Big in Japan (Ziggy Stardust Mix) – 5:26
5. Big in Japan (Les Bros Mix) – 5:30
6. Big in Japan (Denzal Park Mix) – 6:44
7. Big in Japan (Thom Syma mIX) – 5:51

## Classifiche
| Classifica (2011-12) | Posizione massima |
| -------------------- | ----------------- |
| Belgio (Fiandre)     | 87                |
| Belgio (Vallonia)    | 72                |
| Canada               | 36                |